# Larry Gordon (Basketballspieler)
Larry Gordon (* 18. April 1987 in West Covina, Kalifornien) ist ein ehemaliger US-amerikanischer Basketballspieler. Nach dem Studium in seinem Heimatort Pomona wurde Gordon Profi in Europa.

## Karriere
Gordon begann sein Studium 2005 in Pomona, wo er auch seinen Schulabschluss gemacht hatte, an der California State Polytechnic University, Pomona. Dort spielte er für die Hochschulmannschaft Broncos in der NCAA Division II. Nach der Meisterschaft in der California Collegiate Athletic Association (CCAA) 2005, die die Broncos mit Jeff Bonds errungen hatten, der später als Profi ebenfalls in Deutschland und Österreich aktiv war, konnte Gordon mit den Broncos 2009 ebenfalls eine Conference-Meisterschaft erringen. Anschließend erreichte er mit den Broncos in der landesweiten Endrunde der zweiten Division sogar das Finalspiel, das jedoch nach Verlängerung gegen die in dieser Spielzeit unbesiegten Oilers der University of Findlay verloren ging. Wie Bonds vier Jahre zuvor wurde er in seiner abschließenden Collegesaison nach dem Meistertitel ebenfalls unter die besten Spieler des Landes als „All-American“ der Division II gewählt. Zusammen mit Bonds führte Gordon zum Zeitpunkt seines Abschlusses die meisten teaminternen Kategorien bei Karrierebestleistungen der Broncos an.
Nachdem Gordon nur in der zweiten Division der NCAA aktiv gewesen war, in der die überwiegende Mehrheit der Athleten keine Karriere als professioneller Sportler anstreben, reichte es, obwohl er dort zu den besten Spielern gehörte, zu Beginn seiner Profikarriere nur zu einem Vertrag in der international weniger bedeutenden Profiliga in den Niederlanden. In der Eredivisie spielte er ab der Saison 2009/10 für Landstede aus Zwolle. Die Mannschaft spielte jedoch eine enttäuschende Saison und erreichte als Tabellenvorletzter in 36 Spielen nur fünf Siege. Für die Saison 2010/11 wechselte Gordon in die österreichische Basketball-Bundesliga (ÖBL) zu den Bulls aus Kapfenberg. Beim Slam-Dunk-Bewerb im Rahmen des All-Star Game 2011 der ÖBL konnte Gordon den Wettbewerb gewinnen. Für die Bulls reichte es am Saisonende erneut nur zum sechsten Platz und in den Play-offs konnte man sich nicht mehr steigern, so dass man in der ersten Runde ausschied. Eine Spielzeit später eroberte man jedoch den dritten Platz. In der Play-off-Halbfinalserie kam es zum Duell mit den Xion Dukes Klosterneuburg, die jedoch die Oberhand behielten und später auch die Meisterschaft 2012 gewannen.
Für die Basketball-Bundesliga 2012/13 erhielt Gordon beim deutschen Erstligisten Phoenix aus Hagen einen Vertrag. Wie in Österreich durfte Gordon in seiner ersten Saison in der deutschen Liga gleich beim All-Star-Day am Slam-Dunk-Wettbewerb teilnehmen, zudem wurde er wegen seiner Treffsicherheit aus der Distanz auch noch gleichzeitig für den „Dreierwettbewerb“ nominiert. Am Ende der Spielzeit konnten sich die Hagener überraschend erstmals seit dem Aufstieg 2009 für die Play-off-Endrunde um die deutsche Meisterschaft qualifizieren. Dort schied man jedoch in vier Spielen in der ersten Runde gegen Titelverteidiger Brose Baskets aus. In der folgenden Saison 2013/14 wurde Gordon dann direkt für die internationale Auswahl beim BBL All-Star Game 2014 nominiert.
2015 verließ Gordon Hagen nach drei Jahren. In Bezug auf seine statistischen Werte war die Saison 2013/14 das erfolgreichste Spieljahr seiner Hagener Zeit, da er in 34 Einsätzen im Schnitt 33:24 Minuten auf dem Feld stand und Mittelwerte von 15,5 Punkten, 7,6 Rebounds und 1,7 Korbvorlagen verbuchte. Zur Saison 2015/16 wurde er von Hagens Bundesliga-Konkurrent Eisbären Bremerhaven verpflichtet. Er blieb ein Jahr bei den Eisbären und verließ anschließend die Bundesliga, um beim südkoreanischen Klub Sonic Boom anzuheuern. Gordon bestritt 19 Partien für die Mannschaft aus Busan, ging Ende des Jahres 2016 aber zurück nach Deutschland und nahm ein Vertragsangebot des Bundesligisten SC Rasta Vechta an. Mit den Niedersachsen stieg er aus der Bundesliga ab, im August 2017 wurde er vom kasachischen Verein BK Astana verpflichtet.
Ende Juni 2018 wurde er vom Bundesligisten Gießen 46ers verpflichtet und spielte dort wie in Hagen unter Trainer Ingo Freyer. Er kam für die Mittelhessen in der Bundesliga-Spielzeit 2018/19 auf 34 Einsätze und erzielte dabei im Schnitt 11,0 Punkte je Begegnung. In der Sommerpause 2019 wechselte er zu Hapoel Eilat nach Israel. Im Februar 2020 wurde er von CSU Sibiu (Rumänien) verpflichtet, zur Saison 2020/21 ging er zum FC Porto. Im Sommer 2021 trat er als Spieler zurück.